# Ewolucja planety małp
Ewolucja planety małp (ang. Dawn of the Planet of the Apes) – amerykański film science fiction z 2014 roku w reżyserii Matta Reevesa. Jest to kontynuacja Genezy planety małp (2011) i reboot serii Planeta Małp zapoczątkowanej w 1968 roku.

## Obsada

### Małpy
- Andy Serkis jako Caezar
- Toby Kebbell jako Koba
- Nick Thurston jako Blue Eyes
- Karin Konoval jako Maurice
- Terry Notary jako Rocket
- Doc Shaw jako Ash
- Judy Greer jako Cornelia
- Lee Ross jako Grey

### Ludzie
- Jason Clarke jako Malcolm
- Gary Oldman jako Dreyfus
- Keri Russell jako Ellie
- Kodi Smit-McPhee jako Alexander
- Kirk Acevedo jako Carver
- Jon Eyez jako Foster
- Enrique Murciano jako Kemp
- Jocko Sims jako Werner
- Keir O’Donnell jako Finney
- Kevin Rankin jako McVeigh
- Lombardo Boyar jako Terry

## Fabuła
Uwolniony w 2016 roku wirus doprowadza do upadku ludzkiej cywilizacji. Dziesięć lat później gatunkiem dominującym stają się małpy, na czele których stoi Cezar. Podczas wędrówki przez las jego syn, Blue Eyes wraz ze swoim przyjacielem, Ashem spotykają człowieka imieniem Carver. Spanikowany mężczyzna strzela i rani Asha, po czym wzywa resztę swojej grupy, której przewodzi Malcolm. W tym czasie Blue Eyes ściąga na pomoc inne małpy, a przybyły na miejsce Cezar rozkazuje ludziom odejść. Okazuje się, że są oni nielicznymi, którzy przeżyli epidemię i podobnie jak pozostali przy życiu ludzie, którzy posiadają genetyczną odporność na wirus, mieszkają w chronionej wieży w zrujnowanym San Francisco. Wrogo nastawiony do ludzi Koba namawia Cezara, żeby udał się do miasta i zabronił mieszkańcom naruszania ich terytorium.
Ponieważ na terenie kontrolowanym przez małpy znajduje się hydroelektryczna tama dostarczająca zasilanie miastu, Malcolm przekonuje przywódcę ludzi, Dreyfusa, by dał mu trzy dni na zawarcie porozumienie. Ma nadzieję, że dzięki temu ludzie odzyskają dostęp do tamy, jednak nieufny wobec małp Dreyfus, przed wyprawą każe im zabrać broń. Cezar przystaje na propozycję Malcolma i pozwala pracować jego grupie nad generatorem tamy pod warunkiem, że oddadzą uzbrojenie. Początkowa nieufność obu stron z czasem nieco zanika, jednak poprawę wspólnych relacji zakłóca Carver, który grozi bronią nowo narodzonemu dziecku Cezara. Obie strony ponownie nabierają do siebie zaufania, kiedy partnerka Malcolma, Ellie podaje chorej żonie Cezara antybiotyki. Tymczasem Koba odkrywa broń ludzi. Powątpiewając w lojalność Cezara wypytuje go o zbrojownię, ale w odpowiedzi zostaje przez niego brutalnie pobity. Rozwścieczony zakrada się do zbrojowni, zabija strażników i kradnie jeden z karabinów, którym zabija Carvera i zabiera mu zapalniczkę.
Kiedy wszyscy świętują uruchomienie generatora, Koba niepostrzeżenie podkłada ogień pod siedlisko małp. Następnie spotyka się z Cezarem i strzela mu w pierś. Kiedy wybucha panika, Koba oskarża o wszystko grupę Malcolma i wzywa małpy do wojny przeciw ludziom. Kiedy wyrusza z nimi do miasta, Malcolm ukrywa się ze swoją grupą. Pomimo dużych strat małpom udaje się wedrzeć do wieży i schwytać wszystkich ludzi poza Dreyfusem, który ucieka podziemnym tunelem. Koba wydaje rozkaz zabicia nieuzbrojonych jeńców, jednak Ash odmawia, przez co Koba zabija go, a wszystkie małpy lojalne wobec Cezara każe uwięzić.
Tymczasem grupa Malcolma znajduje ledwie żywego Cezara i przenosi go do jego byłego domu w mieście. Tam dowiadują się, że za jego zranienie odpowiada Koba. Malcolm udaje się więc, na poszukiwania środków medycznych potrzebnych Ellie do operacji Cezara. Po drodze spotyka Blue Eyes. Gdy wraca z powrotem, Cezar z nostalgią wspomina dzieciństwo i ujawnia swoją przeszłość. W tym czasie Blue Eyes uwalnia z klatek ludzi i małpy wierne jego ojcu, które postanawiają stanąć do walki przeciw Kobie. Prowadzący ich do wieży Malcolm spotyka Dreyfusa, który informuje go, że jego ludziom udało się nawiązać kontakt radiowy z bazą wojskową na północy, w której mieszkają inni ocaleni mogący pomóc w walce z małpami. Kiedy dochodzi do bitwy między siłami Cezara i Koby, Dreyfus detonuje ładunki wybuchowe umieszczone pod wieżą. Sam ginie w eksplozji, która niszczy część budowli. Mimo tego, w walce bierze udział także osłabiony Cezar, który po długiej bitwie wyklucza Kobę z kolonii małp i zabija go, zrzucając go z dużej wysokości.
Gdy jest już po wszystkim Malcolm informuje Cezara o nadciągających posiłkach z bazy wojskowej. Obaj żałują straconej szansy na pokój, a Cezar mówi mu, że ludzie nigdy nie przebaczą małpom wojny, którą zaczęły. Gdy Malcolm odchodzi, Cezar wraz z rodziną staje przed tłumem klęczących przed nim małp.

## Produkcja

### Przygotowania

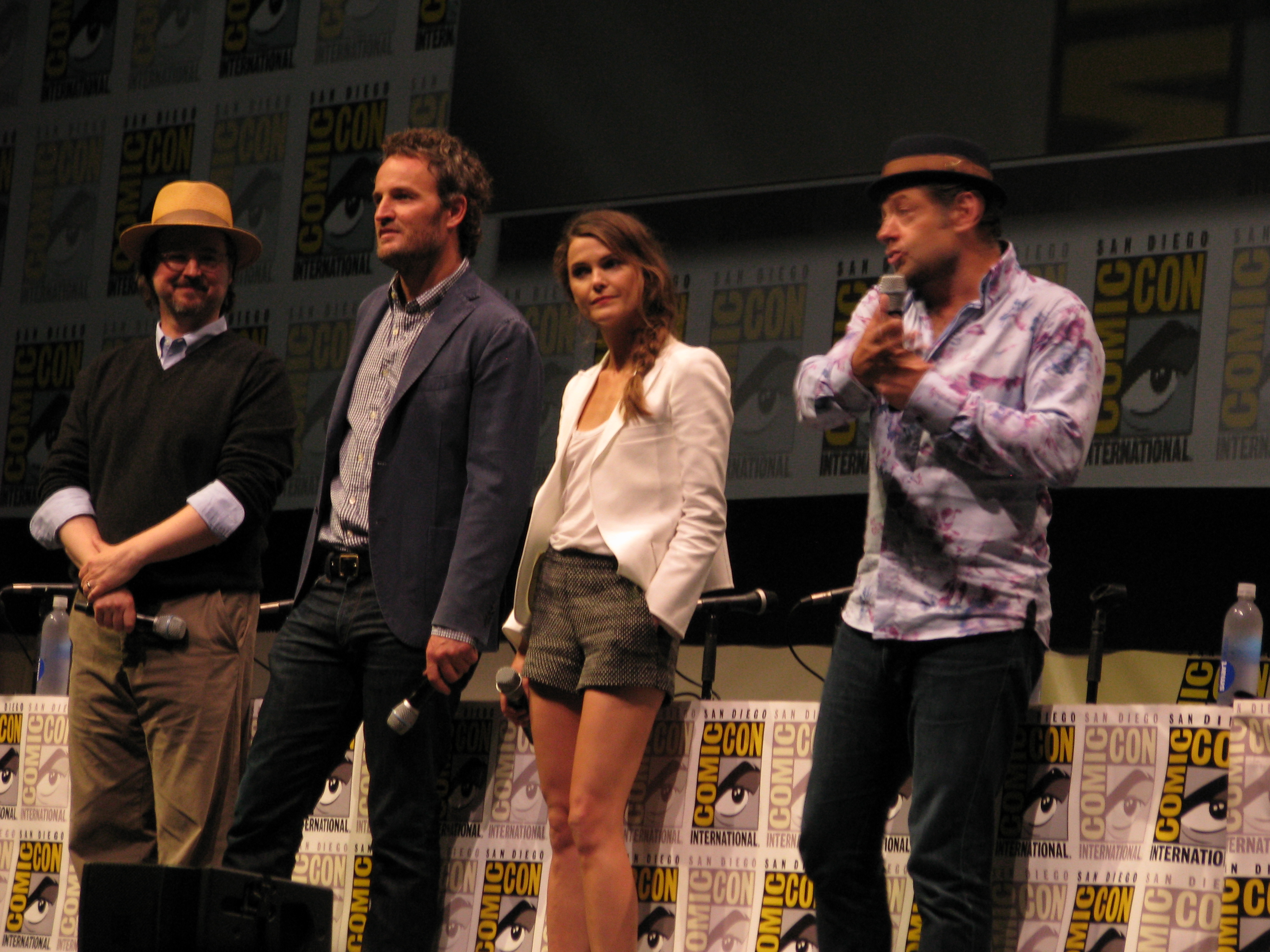
Reżyser Matt Reeves oraz aktorzy: Jason Clarke, Keri Russel i Andy Serkis

Po premierze Genezy Planety Małp, reżyser filmu Rupert Wyatt stwierdził, że niewykluczone są jego kontynuacje ponieważ wiele pytań pozostało bez odpowiedzi. W podobnym tonie wypowiedział się scenarzysta i producent Rick Jaffa mówiąc, że w filmie znajduje się kilka wskazówek sugerujących ciąg dalszy. Jedną z nich miał być Icarus (tak nazwano statek kosmiczny z oryginalnej Planety Małp z 1968 roku). Dodał także, że twórcy chcą stworzyć podwaliny pod przyszłe filmy z tej serii.
Jednak początkowo nic nie zapowiadało powstania sequela, tym bardziej, że w listopadzie 2011 roku ogłoszono, iż wygasł kontrakt Andy’ego Serkisa wcielającego się w postać Cesara. Dopiero 15 maja 2012 roku poinformowano, że Scott Z. Burns rozpoczął prace nad scenariuszem według pomysłu Ricka Jaffa i Amandy Silver. Dwa tygodnie później, 31 maja wytwórnia 20th Century Fox oficjalnie zapowiedziała powstanie kolejnego filmu serii, którego premierę zaplanowano na 23 maja 2014 roku.
17 września 2012 roku pojawiły się doniesienia, że Rupert Wyatt, który pierwotnie miał się zająć reżyserią, rozważa porzucenie projektu ze względu na zbyt wczesną datę premiery, która uniemożliwia należytą realizację filmu. 1 października zastąpił go Matt Reeves, który wcześniej wyreżyserował Projekt Monster. W tym samym miesiącu jego nowym współscenarzystą został Mark Bomback.
W czerwcu 2013 roku wytwórnia 20th Century Fox poinformowała, że premierę filmu przesunięto na 18 lipca 2014 r. W grudniu tego samego roku podano nową datę – 11 lipca 2014 r.

### Casting

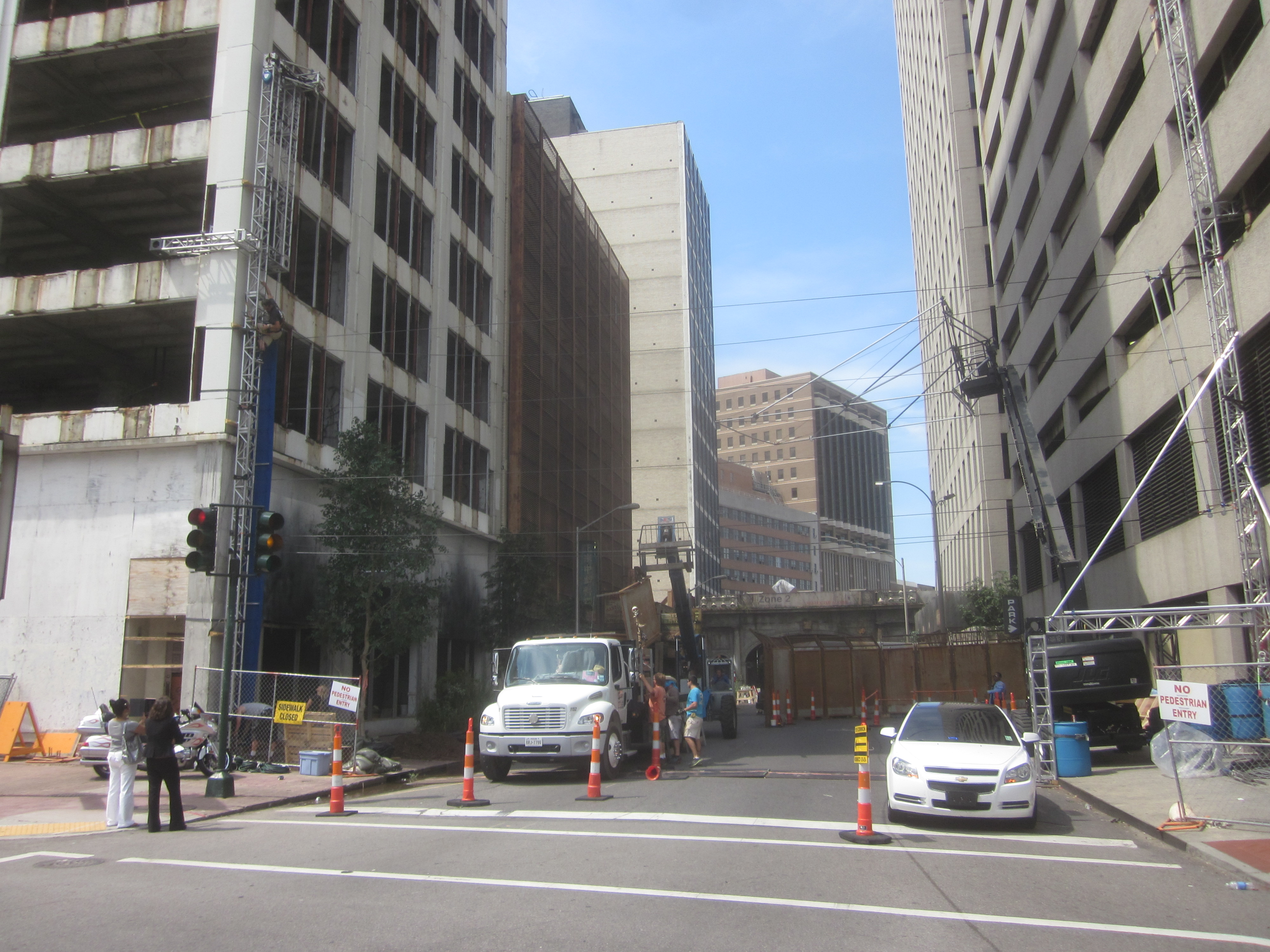
Plan zdjęciowy w Nowym Orleanie

Po rezygnacji z projektu reżysera Ruperta Wyatta, James Franco, który w poprzedniej części grał główną rolę, stwierdził, że nie pojawi się w kontynuacji, podobnie jak Freida Pinto odtwarzająca postać Caroline. W kwietniu 2014 roku producent Dylan Clark zapytany w jednym z wywiadów o los bohaterów granych przez Franco i Pinto stwierdził, że zginęli, gdyż znaleźli się w strefie rażenia wirusa.
W lutym 2013 roku ogłoszono, że Gary Oldman, Jason Clarke i Kodi Smit-McPhee zagrają główne role, a akcja nowego filmu rozgrywać się będzie piętnaście lat po wydarzeniach z poprzedniej części. W marcu do obsady dołączyła Keri Russell (grająca Ellie) oraz Judy Greer wcielająca się w postać szympansicy Cornelii i ukochanej Cesara. Po rozpoczęciu zdjęć do obsady włączono jeszcze Toby’ego Kebbella, Enrique Murciano i Kirka Acevedo.

### Zdjęcia
Zdjęcia rozpoczęły się w kwietniu 2013 roku w pobliżu miasta Campbell River w Kolumbii Brytyjskiej w Kanadzie. Później kręcono je w lesistych okolicach Vancouver, a w maju produkcja przeniosła się do Nowego Orleanu. Tam zdjęcia w różnych miejscach trwały do lipca 2013 roku.

## Odbiór
Film zdobył 17 nagród, ponadto był nominowany do Oscara za najlepsze efekty specjalne. 